# Saint-Côme-de-Fresné
Saint-Côme-de-Fresné település Franciaországban, Calvados megyében. Lakosainak száma 252 fő (2022. január 1.). Saint-Côme-de-Fresné Arromanches-les-Bains, Asnelles, Meuvaines és Ryes községekkel határos.

## Népesség
A település népessége az elmúlt években az alábbi módon változott:
| Lakosok száma | 143  | 155  | 171  | 219  | 251  | 263  | 263  | 259  | 259  | 252  |
|               | 1968 | 1982 | 1990 | 2006 | 2013 | 2015 | 2017 | 2019 | 2020 | 2022 |